# Öskar

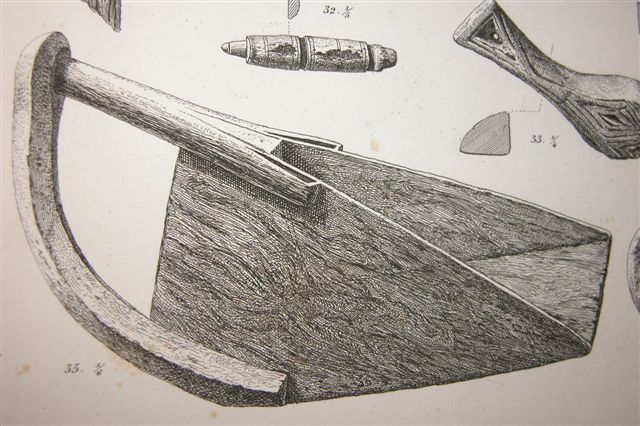
Öskar från Nydamskeppet cirka år 320 efter Kristus.

Ett öskar är ett kar som används för att ösa vatten ur en mindre båt, exempelvis en segelbåt, vid läckage, eller då vatten genom farande på vatten tagit sig in i båten. Öskar hör till standardutrustningen på mindre båtar, och brukar vara tillverkade av plast. I den finska förordningen om fiskefartyg stadgas det att öskar skall finnas i fiskebåtar, och även det svenska Sjöfartsverket rekommenderar att man har ett öskar med sig på fritidsbåtar. 
Öskarets ena långsida, som utgör kärlets botten, är något svängd eller avrundad för att passa efter bottnen i båten på det ställe, som är avsett att utgöra det så kallade ösrummet eller ösen. Ett alternativ till öskar är självläns eller länspump.
Ordet öskar går att härleda historiskt till före 1520, på fornsvenska ösekar.